# Anthurium darcyi
Anthurium darcyi är en kallaväxtart som beskrevs av Thomas Bernard Croat. Anthurium darcyi ingår i släktet Anthurium och familjen kallaväxter. Inga underarter finns listade.